# Los tigres del mar (serie animada)
Los Tigres del Mar (TigerSharks) es una serie animada estadounidense de 1987 distribuida por Lorimar-Telepictures y producida por Rankin/Bass. Formó parte del programa Comic Strip que consistía de cuatro segmentos: Los Tigres del Mar, Las Ranas del Barrio/Las ranas callejeras (Street Frogs), Los Mini-monstruos (The Minis Monsters) y El Agente Karate/El gato karateca (Karate Kat).
Entre 1989 y 1990 Televisión Nacional de Chile emitió la serie, en ese mismo periodo llegó a España a través de los canales autonómicos.

## Argumento
Rankin/Bass siguiendo sus éxitos Thundercats y Halcones Galácticos creó una serie sobre un equipo de investigadores marinos de la Tierra, en la cual el profesor Walro desarrolla tecnología para convertirlos en criaturas marinas.  Viajan al planeta Aquaria (Water-O) que es 90% agua y allí conocen al Capitán Bizarro y sus piratas espaciales.

## Personajes

### Los Tigres del Mar
- Mako

Un buzo talentoso, es considerado el líder del campo de los Tigres del Mar. Se convierte en un tiburón mako humanoide al usar el Tanque Pez.
- Walro

El científico y genio mecánico quien creó el Tanque Pez. Su forma alterna está basada en la morsa.
- Dolfo

Segundo al mando y también un buzo experimentado. Su forma alterna es un delfín humanoide.
- Octavia

Capitana del SARK, técnica en comunicaciones y estratega principal. Su cabeza y cabello se convierten en cabeza de pulpo con tentáculos.
- Lorca

El mecánico del equipo y ayuda a Walro a reparar o construir sus nuevas naves. Se transforma en una orca humanoide.
- Bronc

Un adolescente quien trabaja como asistente en el SARK, es muy aventurero y temerario a veces. Se transforma en un híbrido caballito de mar humanoide.
- Angela (Angel):

La hermana de Bronc, es la miembro más joven del equipo y trabaja también como asistente y es más responsable que su hermano. Se transforma en un híbrido pez ángel.
- Gupp

La mascota del equipo, un perro. Aunque su nombre implica que se transforma en gobio, en realidad mantiene la cabeza de perro pero con aletas en forma de piernas y dientes afilados, esto lo hace más cercano a un león marino o una foca.

### Aliados
Los Aquarianos son nativos del planeta, pacíficos humanoides con ciertos aspectos propios de peces. Los tres Dirigentes que forman el Consejo que los lidera son contactos con los Tigres del Mar.

### Villanos
- Jefe Raya

Un híbrido de ser humano con mantarraya. Al tratar de conquistar Aquaria, liberó al Capitán Bizarro y su tripulación de su prisión helada en Seaberia. Él está decidido a conquistar y destruir a los Aquarianos y a los Tigres del Mar, él y sus asistentes no pueden sobrevivir fuera del agua sin necesidad de utilizar aparatos de agua para respirar.
- Capitán Bizarro

Un pirata con acuafobia que busca controlar todo lo relacionado con el crimen en Aquaria. Los Aquarianos lo atraparon a él y a su grupo congelándolos en una montaña para que no molestaran más, pero después fueron liberados por las tropas del Jefe Raya. Bizarro es más traicionero que Raya, no dudando en atacarlo usando a su dragón mascota, Dragonstein, como verdugo a base de las chispas de fuego que éste escupe.

## Cameo
Los Tigres del Mar aparecen haciendo un cameo en el episodio 7 Legacy en la versión animada de 2011 de Thundercats.